# Курув (Белхатовський повіт)
Курув (пол. Kurów) — село в Польщі, у гміні Зелюв Белхатовського повіту Лодзинського воєводства.
У 1975-1998 роках село належало до Пйотрковського воєводства.